# Шушково (Псковская область)
Шушково — деревня в Себежском районе Псковской области России. Входит в состав городского поселения Идрица.

## География
Находится на юго-западе региона, в юго-восточной части района, у озера Шушковское, в 15 км к северо-западу от посёлка Идрица, западнее волостного центра Кицково.

## История
До 1995 года деревня входила в Максютинский сельсовет. Постановлением Псковского областного Собрания депутатов от 26 января 1995 года все сельсоветы в Псковской области были переименованы в волости и деревня стала частью Максютинской волости.
С января 1995 до апреля 2015 года деревня входила в состав ныне упразднённой Максютинской волости.
В 2015 году Максютинская волость была влита в состав городского поселения Идрица.

## Население
| 2001 | 2002 | 2010 |
| ---- | ---- | ---- |
| 119  | ↗186 | ↘102 |

Согласно результатам переписи 2002 года, в национальной структуре населения русские составляли 96 % от общей численности в 186 чел..

## Инфраструктура
Шушковский детский дом.

## Достопримечательности
Камень-следовик, Каменный идол, озеро Шушковское.

## Транспорт
Деревня доступна по просёлочным дорогам.